# Jouer avec le feu
Pour plus de détails, voir Fiche technique et Distribution.
Jouer avec le feu est un film français réalisé par Delphine Coulin et Muriel Coulin, sorti en 2024.
C'est l'adaptation du roman Ce qu'il faut de nuit de Laurent Petitmangin, paru en 2020.
Il est présenté en compétition à la Mostra de Venise 2024, où Vincent Lindon remporte la coupe Volpi de la meilleure interprétation masculine.

## Synopsis
À Metz, Pierre (Vincent Lindon), un cheminot ancien socialiste, élève seul ses deux fils, Louis (Stefan Crepon) et Félix (Benjamin Voisin), surnommé Fus. Louis poursuit ses études à la Sorbonne[Laquelle ?] et est promis à un bel avenir tandis que Fus peine à s'épanouir, rejoint un groupe d’ultras d'extrême droite et prône des opinions extrémistes. Pierre est désemparé face à la radicalisation de Fus. Un soir Pierre le retrouve gravement blessé.  Quand il est rétabli, quelques mois plus tard, il tue un de ses agresseurs, et est condamné à 20 ans de réclusion criminelle. La dernière image du film montre Pierre et Louis, soudés malgré leur malheur.

## Fiche technique
Sauf indication contraire, les informations mentionnées dans cette section peuvent être confirmées par la base de données cinématographiques IMDb,  présente dans la section « Liens externes ».
- Titre français : Jouer avec le feu
- Réalisation et scénario : Delphine Coulin et Muriel Coulin d'après le roman Ce qu'il faut de nuit de Laurent Petitmangin
- Musique : Paweł Mykietyn
- Décors : Yves Fournier
- Costumes : Julia Dunoyer
- Photographie : Frédéric Noirhomme
- Son : Emmanuelle Villard, Titouan Dumesnil, Olivier Goinard, Lucien Richardson
- Montage : Béatrice Herminie, Pierre Deschamps
- Production déléguée : Olivier Delbosc, Marie Guillaumond
- Production associée : Émilien Bignon
- Production exécutive : Aude Cathelin
- Société de distribution : Ad Vitam Distribution (France), Pathé Films AG (Suisse), Cinéart (Belgique)
- Budget : 4,5 millions d'euros
- Pays de production :  France
- Format : couleur — 2,39:1 — son 5.1
- Genre : drame
- Durée : 118 minutes
- Dates de sortie : 
  - Italie : 4 septembre 2024 (Mostra de Venise 2024)
  - France : 14 novembre 2024 (Arras Film Festival)[1] ; 22 janvier 2025 (sortie nationale)
  - Suisse romande : 22 janvier 2025
  - Belgique : 29 janvier 2025

## Distribution
- Vincent Lindon : Pierre Hohenberg
- Benjamin Voisin : Félix dit « Fus » Hohenberg
- Stefan Crepon : Louis Hohenberg
- Maëlle Poésy : l'avocate de Fus
- Arnaud Rebotini : Bernard
- Béatrice Pérez : la doyenne de la Sorbonne
- Édouard Sulpice : Jérémy
- Sophie Guillemin : Cathy

## Production

### Genèse et développement
C'est l'adaptation du roman Ce qu'il faut de nuit de Laurent Petitmangin, paru en 2020,.

## Accueil
Le film connaît un certain succès en festival auprès du public et des médias. Romain Jankowski, rédacteur du site L'Antre du cinéphile, en fait une critique très positive : « Un film délicat sur une famille confrontée aux idées radicales d'un de ses membres. Puissant, et mené par un Vincent Lindon impérial, Jouer avec le feu est une belle réussite qui pose les bonnes questions. ». À l'inverse, Frédéric Foubert de Première critique un film « trop sage » et « inégal malgré la qualité de son interprétation ».

## Distinctions

### Récompense
- Mostra de Venise 2024 : Coupe Volpi de la meilleure interprétation masculine pour Vincent Lindon[6]

### Sélections
- Arras Film Festival 2024 : avant-première[1]
- Festival de films francophones Cinemania 2024 (Montréal) : sélection « Visages de la francophonie »
- Festival de cinéma européen des Arcs 2024 : avant-première[7]